# Farrapos Rugby Clube
O Farrapos Rugby Clube, também conhecido simplesmente por Farrapos, é um clube de rugby com sede em Bento Gonçalves, estado do Rio Grande do Sul, Brasil.
Foi fundado no dia 25 de novembro de 2007, data do primeiro treino realizado. O clube é filiado à Confederação Brasileira de Rugby e à Federação Gaúcha de Rugby.
Foi o primeiro time de Rugby no Brasil a ter um estádio próprio para o esporte, jogando no Estádio da Montanha. 

## História

Escudo antigo

O Farrapos Rugby Clube, da cidade de Bento Gonçalves,foi fundado em 25 de novembro de 2007 por um grupo de jogadores que treinavam no Serra Rugby Clube, em Caxias do Sul, que decidiram montar um time local. Desde então o clube vem se destacando no Rio Grande do Sul e a nível nacional pelos excelentes resultados obtidos, mesmo sendo um dos times mais novos do estado. Atualmente, o Farrapos conta com aproximadamente 100 jogadores, formando as seguintes categorias: juvenil, feminino e adulto.
Em 2010, o time disputou seu primeiro torneio Nacional, a Segunda Divisão Brasileira, na época, chamada de Copa do Brasil, onde o clube foi campeão, e classificou-se para a primeira divisão de 2011.
Em 2024, o clube disputou a segunda edição da Copa do Brasil de Rugby, tendo se classificado após o título Gaúcho de 2023. Nas quartas de final, o Farrapos enfrentou o campeão paranaense, o Curtiba, onde venceu o jogo único por 48 a 19; nas semis, enfrentou o Pasteur, atual campeão brasileiro, em um jogo apertado, o Farrapos conseguiu vencer por 24 a 22, indo para a sua primeira final desta competição. Na final, contra o Niterói, em campo neutro, o Farrapos saiu ganhando, e continuou na frente do placar até o fim da partida, o time venceu de forma convincente, vencendo por 43 a 3 e sendo campeão de seu primeiro título nacional de elite.
Em abril de 2025, o clube se despediu do treinador argentino Javier Cardozo, que estava a frente do Farrapos desde 2016, somando sete títulos gaúchos e um título da Copa do Brasil. Guilhermo Coghetto, atual comandante da equipe, foi anunciado como substituto. 
O clube promove o Torneio Bento Sevens com o apoio da Prefeitura Municipal de Bento Gonçalves e da Federação Gaúcha de Rugby (FGR).

## Treinadores[5][6]
| Treinador                     | Período   |
| ----------------------------- | --------- |
| Carlitos Baldassari           | 2009-2015 |
| Javier Cardozo                | 2016-2025 |
| Claudinei Wronski - interino* | 2025      |
| Guilherme Coghetto            | 2025-     |

*Comandou o clube enquanto Coghetto esteve em compromisso com a Seleção Brasileira Feminina de Rugby.

## Títulos

### Categoria XV
| NACIONAIS | NACIONAIS                              | NACIONAIS | NACIONAIS                                                                    |
|           | Competição                             | Títulos   | Temporadas                                                                   |
| --------- | -------------------------------------- | --------- | ---------------------------------------------------------------------------- |
|           | Copa do Brasil de Rugby                | 1         | 2024                                                                         |
|           | Campeonato Brasileiro de Rugby Série B | 1         | 2010                                                                         |
| REGIONAIS |                                        |           |                                                                              |
|           | Competição                             | Títulos   | Temporadas                                                                   |
|           | Liga Sul de Rugby                      | 1         | 2017                                                                         |
| ESTADUAIS |                                        |           |                                                                              |
|           | Competição                             | Títulos   | Temporadas                                                                   |
|           | Campeonato Gaúcho                      | 13        | 2010, 2011, 2012, 2013, 2014, 2015, 2016, 2017, 2018, 2021, 2022, 2023, 2024 |

Campanhas de destaque:
- Vice-Campeão do Campeonato Brasileiro de Rugby XV: 2017, 2018, 2024

- Terceiro Colocado do Campeonato Brasileiro de Rugby XV: 2019

### Categoria Sevens
| NACIONAIS | NACIONAIS                             | NACIONAIS | NACIONAIS  |
|           | Competição                            | Títulos   | Temporadas |
| --------- | ------------------------------------- | --------- | ---------- |
|           | Campeonato Brasileiro de Rugby Sevens | 1         | 2023       |

- Torneio Pré-Gauchão de Rugby Sevens vice-campeão taça-ouro 1 vez (2009)
Torneio Pré-Gauchão de Rugby Sevens campeão taça-bronze 1 vez (2008)
- Torneio Soul Rugby de Seven-a-Side campeão 1 vez (2010)